# Luciano Trolli
Luciano Trolli né le 13 mars 1904 et mort le 19 mai 1973 est un nageur italien ayant participé aux Jeux olympiques d'été de 1924 à Paris.

## Carrière
Aux Jeux olympiques d'été de 1924 à Paris, il est engagé sur le 200 mètres brasse. Il réalise 3 min 23 s lors des séries et n'est pas qualifié pour les demi-finales.
Il participe aux championnats d'Europe de natation en 1927.
Aux championnats d'Italie de natation, il est abonné aux place d'honneur. Au 100 mètres brasse, il monte sur la troisième marche du podium en 1926, avec un temps de 1 min 30 s 8 ; la distance n'est plus courue ensuite avant 1961. Au 200 mètres brasse, il est troisième en 1924 (3 min 15 s 4) et en 1929 (3 min 15 s) ; il est deuxième en 1925 (3 min 15 s). Il est champion d'Italie sur le 400 mètres brasse en 1924 (7 min 1 s), ex-aequo avec Emerico Biach.